# Georgia Gibbs
Georgia Gibbs (Worcester, 1919. augusztus 17. – New York, 2006. december 9.), amerikai énekesnő.

## Pályafutása
A Massachusetts állambeli Worcesterben született. Népszerű amerikai énekesnő, szórakoztató zenész volt, akinek a dzsesszhez is komoly volt a vonzódása. Már tizenéves korában nyilvánosan énekelt. Az 1950-es évek közepén fekete R&B dalokat adott elő, később pedig a rádiós és televíziós szórakoztató műsorokban is szerepelt. Tinédzserként bostoni mulatókban énekelt. Jellemző volt rá a rendkívüli sokoldalúság a melankolikus balladától a dzsesszig és a rock and rollig. Az 1950-es évek első felében a slágerlistákon állandóan jelen volt. Balladákat, popdalokat, újdonságokat, dzsesszt. bármit elénekelt, nagyszerűen alkalmazkodott a piachoz.
1938-ban jelent meg az első lemeze Fredda Gibson név alatt. Az 1940-es évek elején készített néhány felvételt Artie Shaw zenekarával.
A „Kiss of Fire” tangó 1952-ben az slágerlistát vezetett. A „Tweedle Dee” (1954) és a „Dance with Me Henry” (1955) is örökzöld lett. 1955 után már került be a Top 20-ba. Az 1960-as évektől félig-meddig visszavonult. 2006-ban – 87 éves korában – leukémia szövődményei következtében hunyt el.

## Lemezek
- 1947: You Do / Feudin' and Fightin'
- 1950: If I Knew You Were Comin' / Stay With The Happy People
- 1950: Simple Melody / A Little Bit Independent
- 1950: Cherry Stones
- 1950: Red Hot Mama / Razz-A-Ma-Tazz
- 1951: I Still Feel The Same About You / Get Out Those Old Records
- 1951: Cherry Pink and Apple Blossom White / Get Him Off My Hands
- 1951: Tom's Tune / I Wish, I Wish
- 1951: Good Morning, Mr. Echo ? / Be Doggone Sure You Call
- 1951: While You Danced, Danced, Danced / While We're Young
- 1951: Cry / My Old Flame
- 1952: Kiss of Fire / A Lasting Thing
- 1952: So Madly In Love / Make Me Love You
- 1952: Sinner Or Saint / My Favorite Song
- 1952: A Moth and A Flame / The Photograph On The Piano
- 1953: What Does It Mean To Be Lonely / Winter's Here Again
- 1953: Seven Lonely Days / If You Take My Heart Away
- 1953: For Me, For You / Thunder and Lightning
- 1953: Say It Isn't So / He's Funny That Way
- 1953: The Bridge Of Sighs / A Home Lovin' Man
- 1953: Under Paris Skies / I Love Paris
- 1954: Somebody Bad Stole De Wedding Bell / Baubles, Bangles and Beads
- 1954: My Sin / I'll Always Be Happy With You
- 1954: Wait For Me, Darling / Whistle and I'll Dance
- 1954: The Man That Got Away / More Than Ever
- 1954: Mambo Baby / Love Me
- 1955: Tweedle Dee / You're Wrong, All Wrong
- 1955: Dance With Me Henry (Wallflower) / Ballin' The Jack
- 1955: Sweet and Gentle / Blueberries
- 1955: I Want You To Be My Baby / Come Rain Or Come Shine
- 1955: Goodbye To Rome (Arrivederci Roma) / 24 Hours a Day (365 A Year)
- 1956: Rock Right / The Greatest Thing
- 1956: Kiss Me Another / Fool Of The Year
- 1956: Happiness Street / Happiness Is A Thing Called Joe
- 1956: Tra La La / Morning, Noon and Night
- 1957: Silent Lips / Pretty Pretty
- 1957: The Sheik Of Araby / I Am A Heart, A Heart, A Heart
- 1957: I'm Walking The Floor Over You / Sugar Candy
- 1957: Fun Lovin' Baby / I Never Had The Blues
- 1957: I Miss You / Great Balls of Fire
- 1958: Way Way Down / You're Doin' It
- 1958: Hello Happiness, Goodbye Blues / It's My Pleasure
- 1958: The Hula Hoop Song / Keep In Touch
- 1959: The Hucklebuck / Better Loved You'll Never Be
- 1959: Pretend / Hamburgers, Frankfurters and Potato Chips
- 1960: Seven Lonely Days / The Stroll That Stole My Heart
- 1960: So In Love / Loch Lomond
- 1963: Candy Kisses / I Will Follow You
- 1963: Tater Poon / Nine Girls Out Of Ten Girls
- 1964: You Can Never Get Away From Me / I Wouldn't Have It Any Other Way
- 1965: Let Me Cry On Your Shoulder /  You Can Never Get Away From Me
- 1965: Call Me / Don't Cry Joe
- 1966: Let Me Dream / In Time
- 1966: Kiss Of Fire / Blue Grass
- 1967: Where's The Music Coming From / Time Will Tell

## Filmek
- Georgia Gibbs az IMDb-n

## További információ
- Georgia Gibbs az Internet Movie Database-ben (angolul)
- Georgia Gibbs a Rotten Tomatoeson (angolul)